# 2022年世界陸上競技選手権大会モンテネグロ選手団
2022年世界陸上競技選手権大会モンテネグロ選手団は、2022年7月15日から7月24日までアメリカ合衆国のユージーンで開催された第18回世界陸上競技選手権大会のモンテネグロ選手団。

## 選手団
- 人員: 選手 1人

## 選手名簿・結果
| 選手                 | 種目       | 予選  | 予選 | 決勝     | 決勝     |
| 選手                 | 種目       | 結果  | 順位 | 結果     | 順位     |
| -------------------- | ---------- | ----- | ---- | -------- | -------- |
| マリヤ・ヴコヴィッチ | 女子走高跳 | 1.90m | 14位 | 予選敗退 | 予選敗退 |